# Maracanaú
Maracanaú é um município brasileiro do estado do Ceará, situado na região Nordeste do Brasil, parte integrante da Região Metropolitana de Fortaleza. Segundo dados do Censo demográfico brasileiro de 2022, registrou um contingente populacional de 234 509 habitantes, sendo o quarto município mais populoso do estado, registrando uma densidade demográfica no mesmo período de 2.231,91 habitantes por quilômetro quadrado (hab./km²).

## Etimologia

Do tupi: marakanã, maracanã, e 'y, rio, que se tornou 'ú' no nome do município. Ambos os termos estão em relação genitiva, o que dá a ideia de origem, pertencimento, e enseja a inversão dos termos (conforme indicam as setas)

Conforme Eduardo Navarro em seu Dicionário de Tupi Antigo (2013), o topônimo "Maracanaú" vem da língua tupi, significando "rio das maracanãs", através da junção dos termos marakanã (maracanã) e 'y (rio). Sua denominação original era Vila do Santo Antônio do Pitaguary. A partir de 1890, adotou seu atual nome.

## História

### Origem e emancipação
O atual território do município, na época da chegada dos primeiros europeus, era habitado pelos índios pitaguaris, Jaçanaú, Mucunã e Cágado. Dos aldeamentos destas etnias, surgiu o povoamento da Lagoa de Maracanaú e, depois, o das lagoas de Jaçanaú e Pajuçara.[carece de fontes?]
No ano de 1648, esses índios receberam a visita dos holandeses, que cartografaram as roças de mandioca e milho, bem como os caminhos indígenas, durante a expedição em busca das minas de prata na Serra de Maranguape e Taquara. As ditas roças de mandioca e milho foram expandidas durante o tempo em que Mathias Beck administrou o Ceará a partir de sua base militar e administrativa: o Forte Schoonenborch.
Maracanaú figurou como parte de Maranguape até que este, em 1875, viu-se diante de uma grande transformação, com a inauguração da Estrada de Ferro de Baturité e a estação de trem.

### Fatos sociais e históricos
Ainda quando era de Maranguape, Maracanaú tinha fama de abrigar doentes e menores infratores. Em 1930, Getúlio Vargas sobe ao poder por meio de um golpe militar. Como presidente, enviou governadores interventores aos estados brasileiros. Na mesma época, foi construída uma escola para abrigar meninos de rua e delinquentes juvenis hás ordens do então interventor Roberto Carneiro de Mendonça. A Escola Santo Antônio do Buraco abrigava e educava no estilo militar jovens em situações de riscos. A escola foi erguida e inaugurada em 1932, ano onde o Ceará passava por uma lastimável seca. Localizado no bairro Horto Florestal, ao lado do Vila das Flores (bairro de Pacatuba), Santo Antônio do Buraco tornou-se, um prédio, Batalhão da PM e, outro, uma escola estadual nomeada de Carneiro Mendonça.[carece de fontes?]
Uma década depois, no dia 15 de dezembro de 1942, foi fundada a Colônia Antônio Justa, conhecida popularmente como "colônia dos leprosos", tinha como objetivo o tratamento de hanseníase e o isolamentos social dos portadores dessa doença. O tratamento de hanseníase no estado tinha começado em 1928. Em Maracanaú os tratamentos de isolamento do paciente seguiu até a segunda metade do século XX, recheado de medo e preconceito com os portadores da doença.
A Estação de Trem de Maracanaú, construída em 1875, foi demolida em 1984, dando lugar à uma nova estação de trem, também movido à vapor.

## Política e administração
A administração municipal localiza-se na sede, Maracanaú.[carece de fontes?]
Firmo Camurça (União), vice do anterior prefeito, se elegeu em 2012 por 73,1% dos votos válidos, e o vice-prefeito Carlos Bandeira de Mello e também ex-secretário de infraestrutura, exonerado depois de ser acusado pelo ministério público estadual por esquemas de desvio em licitações que chegaram à 45 milhões. Firmo Camurça foi reeleito com 72,10% dos votos em 2016.
Nas eleições de 2020, retornando de seu mandato como Deputado Federal, o empresário Roberto Pessoa (União) retorna à Maracanaú para seu terceiro mandato como prefeito, tendo como vice Neton Lacerda, sendo novamente eleito com 66,32%. Em 2024, com apoio do Partido dos Trabalhadores e de seus antigos adversários Júlio César Costa Lima e Júlio César Filho (Julinho), Roberto Pessoa (União) reelegeu-se com 62,83% dos votos, desta vez tendo como vice o economista Gerson Cecchini (PT), vencendo seus opositores com maioria ampla até mesmo na câmara dos vereadores, e delegando a seu antigo vice do terceiro mandato a Secretaria de Meio Ambiente Municipal - SEMAM (Antiga Secretaria de Meio Ambiente Controle Urbano).

## Economia
A economia de Maracanaú está centralizada fundamentalmente no setor industrial, devido ao Distrito Industrial de Fortaleza, o qual possui indústrias de: preparação de britamento e outros trabalhos em pedras (não associados à extração); produtos de laticínio (exceto leite); artefatos têxteis de tecidos (exceto vestuário); artigos para cama e mesa e colchoaria; biscoitos e bolachas; calçados de couro, plástico, tecidos, fibras, madeira ou borracha; fungicidas; herbicidas; defensivos agrícolas; massas alimentícias; material elétrico para veículos (exceto baterias) e medicamentos.[carece de fontes?]
A agricultura é também uma fonte de renda do município, onde se encontra também a central de abastecimento (CEASA) que recebe frutas de todos os lugares do Brasil. E Maracanaú conta com plantações de algodão herbáceo sequeiro e plantas aromáticas e medicinais. A arrecadação de Maracanaú é a segunda maior do estado. Maracanaú tem a segunda maior arrecadação de Imposto sobre Circulação de Mercadorias e Serviços do Ceará, ficando atrás apenas da cidade de Fortaleza. A economia do município também é impulsionada pelo seu maior centro de compras: North Shopping Maracanaú, o primeiro shopping center de toda Região Metropolitana de Fortaleza.[carece de fontes?]
Em junho de 2021, foi anunciado o investimento no valor de 160 milhões de reais para a construção do Megashop Moda Nordeste, com 140 mil m². A estrutura terá 11.350 pontos de vendas, distribuídos em 2.800 lojas, 8300 boxes, 150 quiosques, além de praça de alimentação com 80 lanchonetes e 20 restaurantes. Estima-se que serão gerados 12 mil empregos diretos. A entrega da primeira etapa está prevista para maio de 2022.

## Geografia

### Hidrografia e recursos hídricos
As principais fontes de água são: Rio Maranguape; O rio tem percurso total de 34 km. Alguns de seus afluentes em Maranguape são os rios Gavião e Pirapora que também são nascentes na serra de Maranguape. Na margem esquerda do rio existe a Reserva Ambiental da Raposa, localizada em Maracanaú. Rio Cocó; Nasce na vertente oriental da Serra da Aratanha, e nos seus 50 km de percurso passa por Maracanaú, Itaitinga e Fortaleza, para desaguar no Oceano Atlântico, nos limites das praias do Caça e Pesca e de Sabiaguaba. O manguezal do rio Cocó em seus trechos preservados formam uma mata de mangues muito bela onde várias espécies de moluscos, crustáceos, peixes, répteis, aves e mamíferos compõem cadeias alimentares com ambientes propícios para reprodução, desova, crescimento e abrigo natural. A extensão de Maranguape tem um formato de chapéu, pegando o leste, oeste e sul.[carece de fontes?]
- Riachos: Santo Antônio, Timbó, Taboqueira e Urucutuba;
- Lagoas: Maracanaú, Jaçanaú, Jupaba e Do Mingau.[23]

### Clima
Tropical quente semi-úmido, com pluviometria média de 1 426 milímetros, com chuvas de janeiro a junho.
| Dados climatológicos para Maracanaú | Dados climatológicos para Maracanaú | Dados climatológicos para Maracanaú | Dados climatológicos para Maracanaú | Dados climatológicos para Maracanaú | Dados climatológicos para Maracanaú | Dados climatológicos para Maracanaú | Dados climatológicos para Maracanaú | Dados climatológicos para Maracanaú | Dados climatológicos para Maracanaú | Dados climatológicos para Maracanaú | Dados climatológicos para Maracanaú | Dados climatológicos para Maracanaú | Dados climatológicos para Maracanaú |
| Mês                                 | Jan                                 | Fev                                 | Mar                                 | Abr                                 | Mai                                 | Jun                                 | Jul                                 | Ago                                 | Set                                 | Out                                 | Nov                                 | Dez                                 | Ano                                 |
| ----------------------------------- | ----------------------------------- | ----------------------------------- | ----------------------------------- | ----------------------------------- | ----------------------------------- | ----------------------------------- | ----------------------------------- | ----------------------------------- | ----------------------------------- | ----------------------------------- | ----------------------------------- | ----------------------------------- | ----------------------------------- |
| Temperatura máxima média (°C)       | 29,8                                | 29,4                                | 29,1                                | 29,1                                | 29                                  | 28,8                                | 28,8                                | 29                                  | 29,4                                | 29,6                                | 29,9                                | 30                                  | 29,3                                |
| Temperatura média (°C)              | 26,4                                | 25,9                                | 25,7                                | 25,5                                | 25,4                                | 25                                  | 24,8                                | 25,1                                | 25,8                                | 26,1                                | 26,4                                | 26,5                                | 25,7                                |
| Temperatura mínima média (°C)       | 23                                  | 22,5                                | 22,4                                | 23,4                                | 21,8                                | 21,2                                | 20,8                                | 21,2                                | 22,2                                | 22,6                                | 22,9                                | 23,1                                | 22,1                                |
| Precipitação (mm)                   | 124                                 | 174                                 | 305                                 | 328                                 | 207                                 | 114                                 | 67                                  | 20                                  | 16                                  | 16                                  | 16                                  | 39                                  | 1 426                               |
| Fonte: Climate-Data.org             |                                     |                                     |                                     |                                     |                                     |                                     |                                     |                                     |                                     |                                     |                                     |                                     |                                     |

| Dados climatológicos para Maracanaú (Pajuçara) | Dados climatológicos para Maracanaú (Pajuçara) | Dados climatológicos para Maracanaú (Pajuçara) | Dados climatológicos para Maracanaú (Pajuçara) | Dados climatológicos para Maracanaú (Pajuçara) | Dados climatológicos para Maracanaú (Pajuçara) | Dados climatológicos para Maracanaú (Pajuçara) | Dados climatológicos para Maracanaú (Pajuçara) | Dados climatológicos para Maracanaú (Pajuçara) | Dados climatológicos para Maracanaú (Pajuçara) | Dados climatológicos para Maracanaú (Pajuçara) | Dados climatológicos para Maracanaú (Pajuçara) | Dados climatológicos para Maracanaú (Pajuçara) | Dados climatológicos para Maracanaú (Pajuçara) |
| Mês                                            | Jan                                            | Fev                                            | Mar                                            | Abr                                            | Mai                                            | Jun                                            | Jul                                            | Ago                                            | Set                                            | Out                                            | Nov                                            | Dez                                            | Ano                                            |
| ---------------------------------------------- | ---------------------------------------------- | ---------------------------------------------- | ---------------------------------------------- | ---------------------------------------------- | ---------------------------------------------- | ---------------------------------------------- | ---------------------------------------------- | ---------------------------------------------- | ---------------------------------------------- | ---------------------------------------------- | ---------------------------------------------- | ---------------------------------------------- | ---------------------------------------------- |
| Temperatura máxima média (°C)                  | 29,7                                           | 29,4                                           | 29,1                                           | 29,1                                           | 28,8                                           | 28,8                                           | 28,7                                           | 28,9                                           | 29,3                                           | 29,6                                           | 29,8                                           | 30                                             | 29,3                                           |
| Temperatura média (°C)                         | 26,3                                           | 26                                             | 25,7                                           | 25,6                                           | 25,2                                           | 25                                             | 24,7                                           | 25,1                                           | 25,8                                           | 26,2                                           | 26,4                                           | 26,6                                           | 25,7                                           |
| Temperatura mínima média (°C)                  | 23                                             | 22,6                                           | 22,4                                           | 22,1                                           | 21,7                                           | 21,2                                           | 20,8                                           | 21,3                                           | 22,3                                           | 22,8                                           | 23,1                                           | 23,2                                           | 22,2                                           |
| Precipitação (mm)                              | 111                                            | 187                                            | 307                                            | 329                                            | 209                                            | 118                                            | 65                                             | 24                                             | 18                                             | 15                                             | 17                                             | 39                                             | 1 439                                          |
| Fonte: Climate-Data.org                        |                                                |                                                |                                                |                                                |                                                |                                                |                                                |                                                |                                                |                                                |                                                |                                                |                                                |

## Galeria

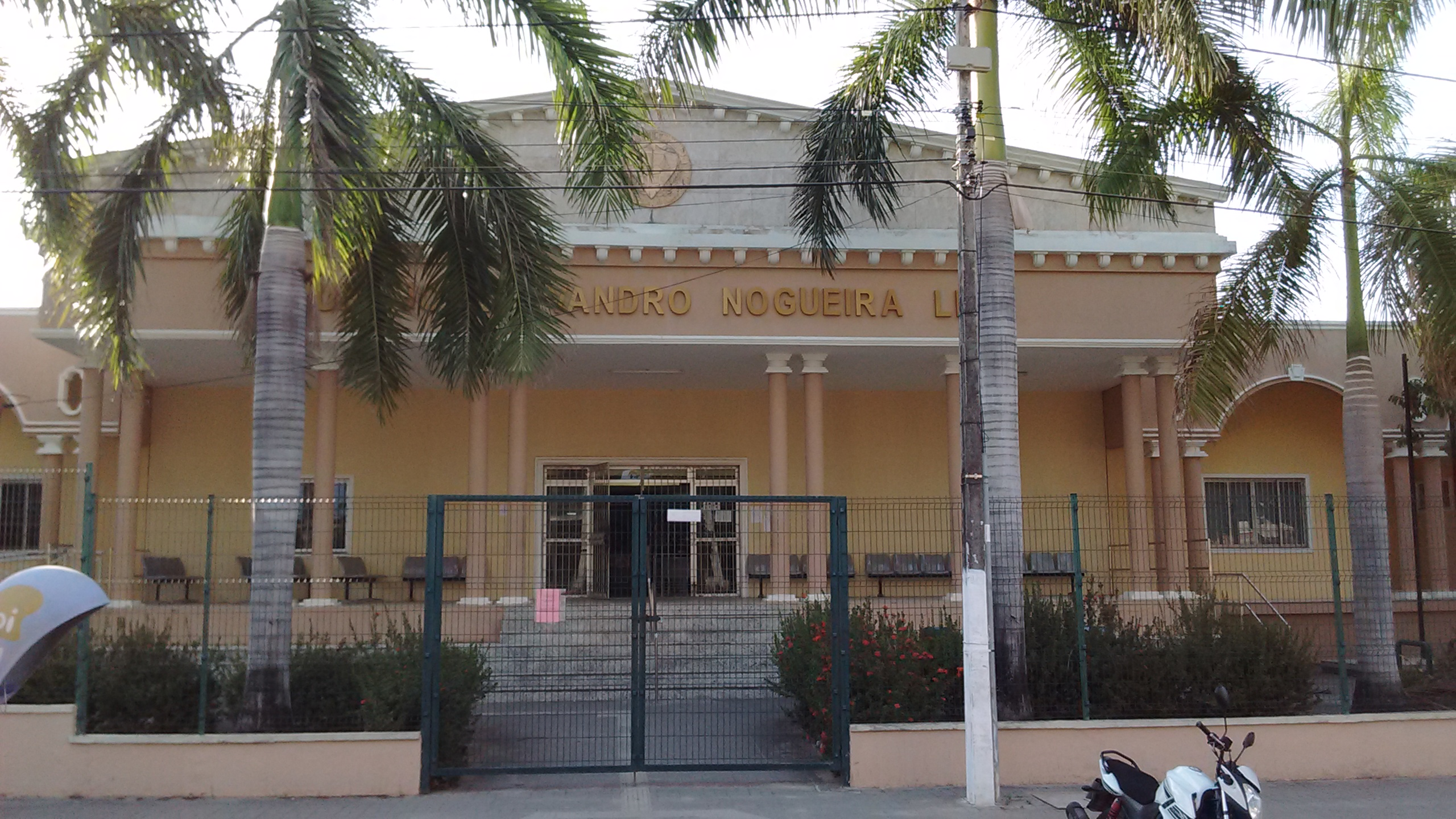
Fórum José Evandro Nogueira Lima
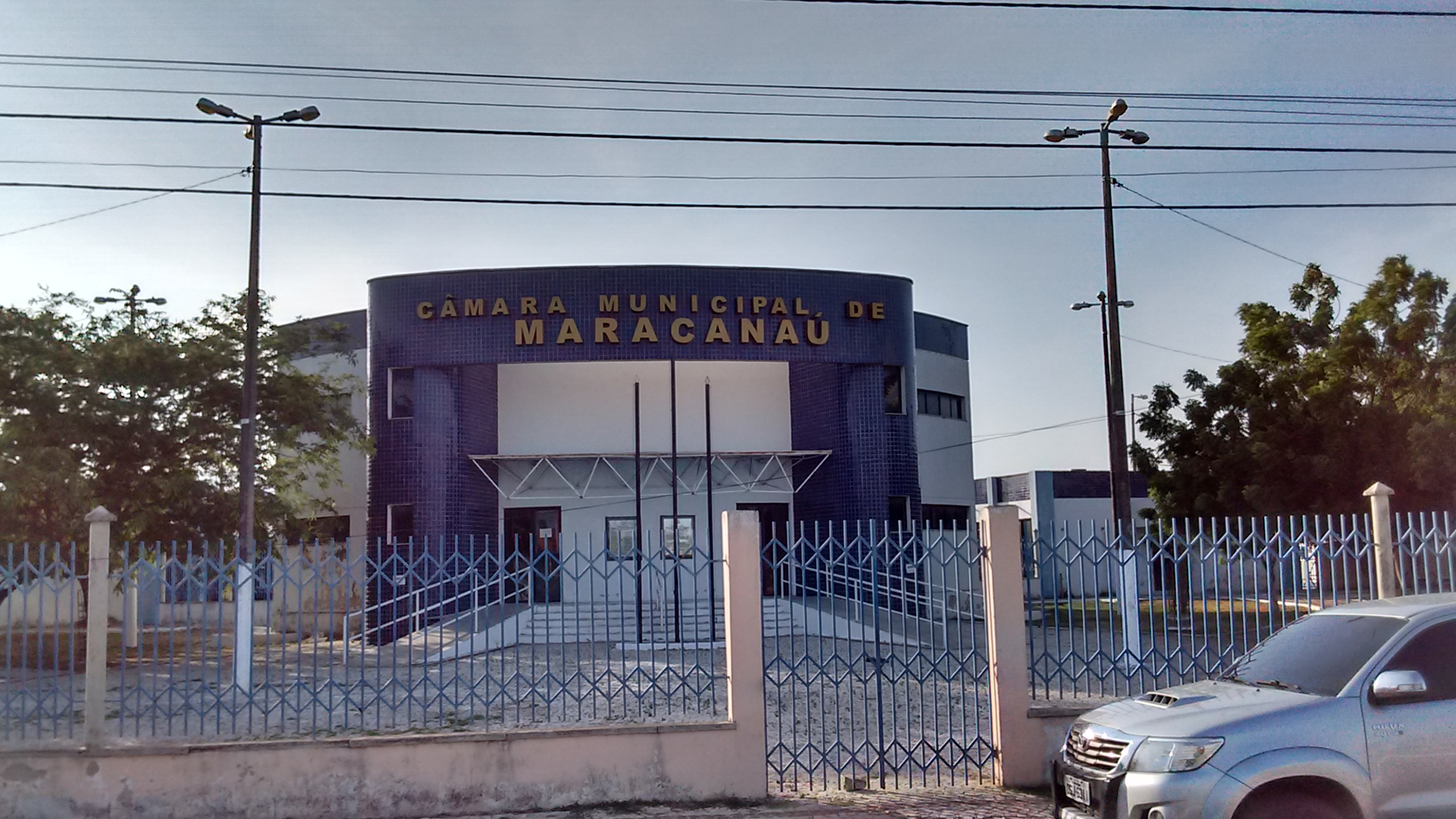
Câmara Municipal
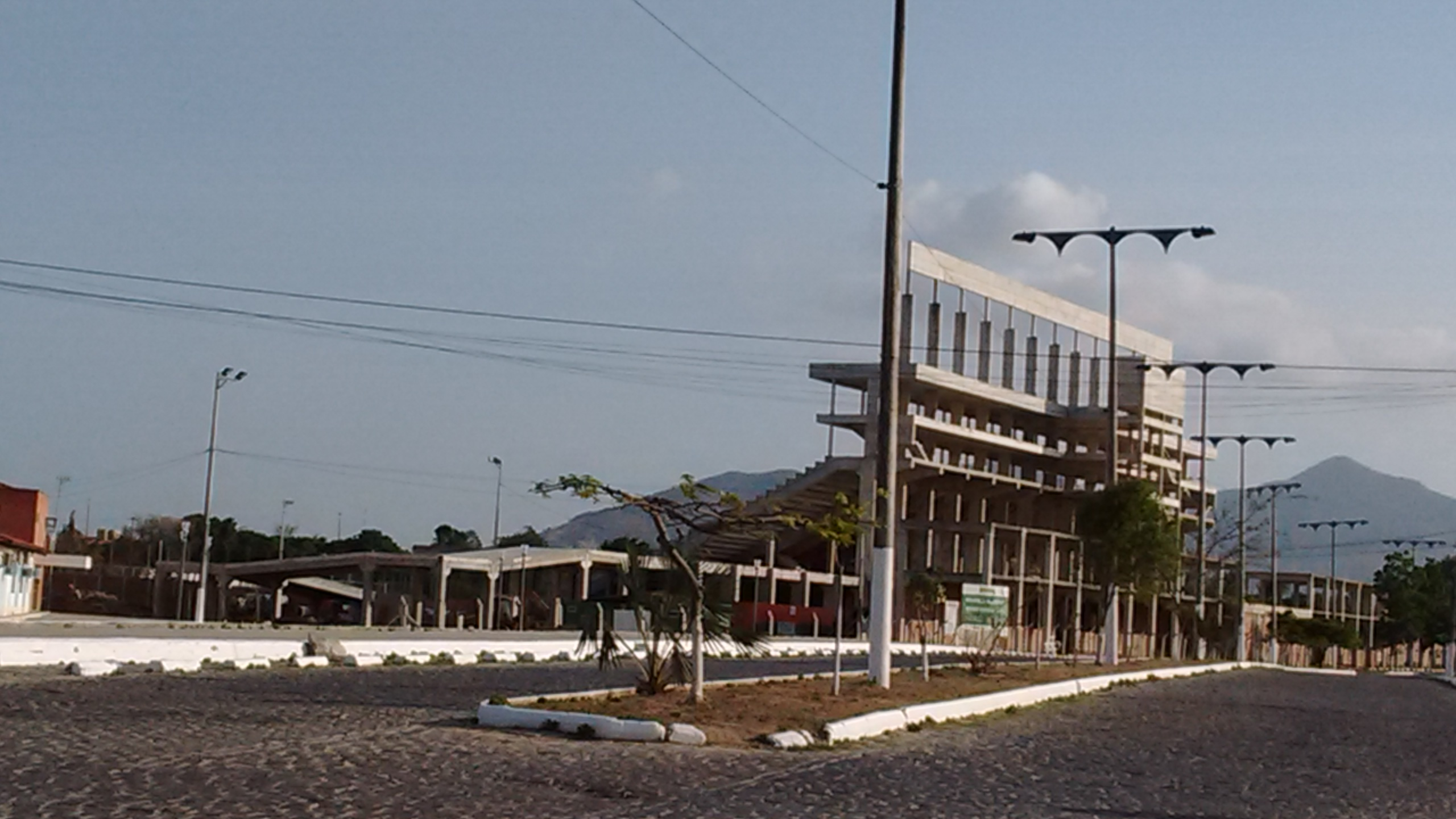
Estádio Almir Dutra
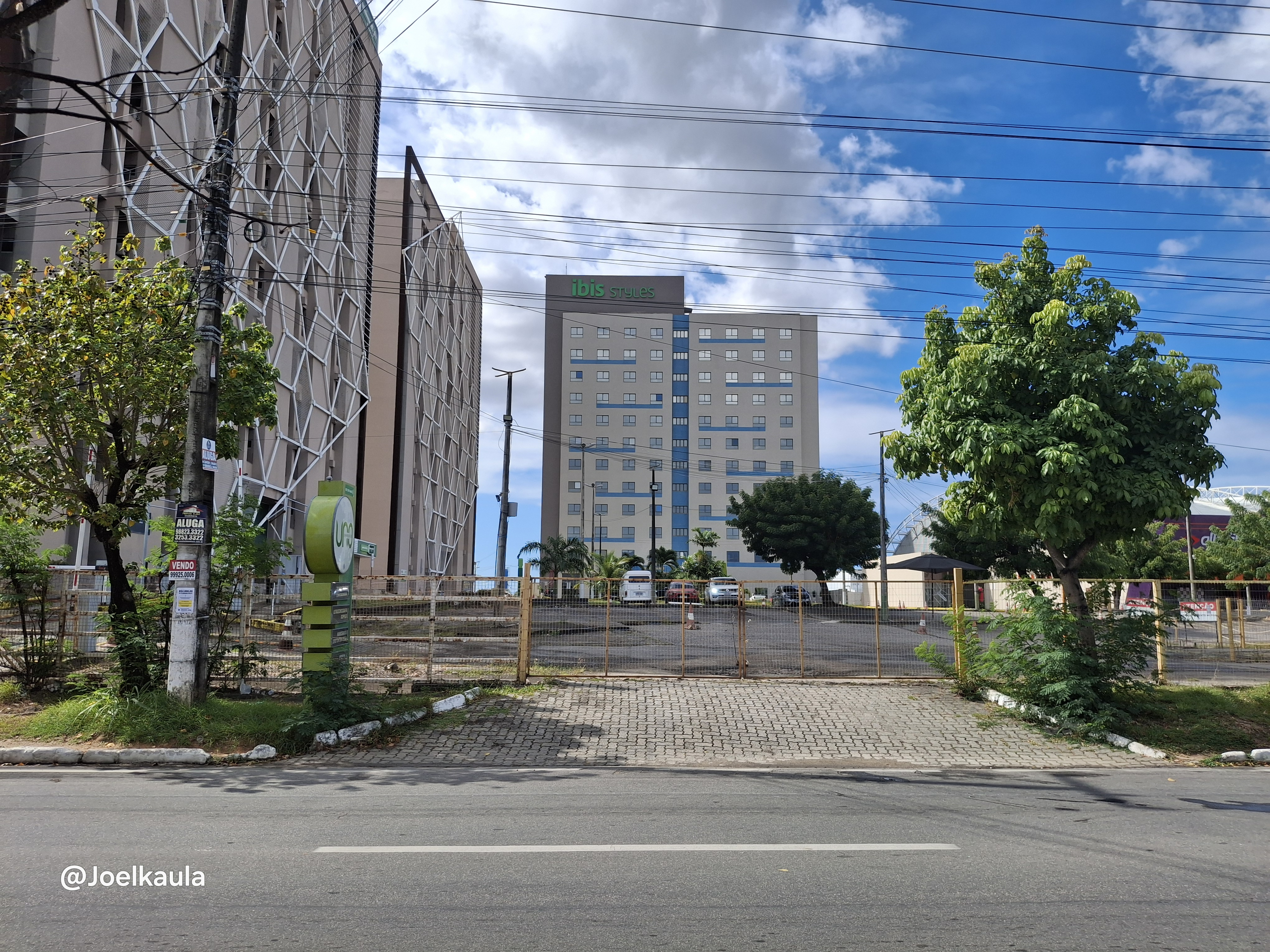
Business Place Maracanaú
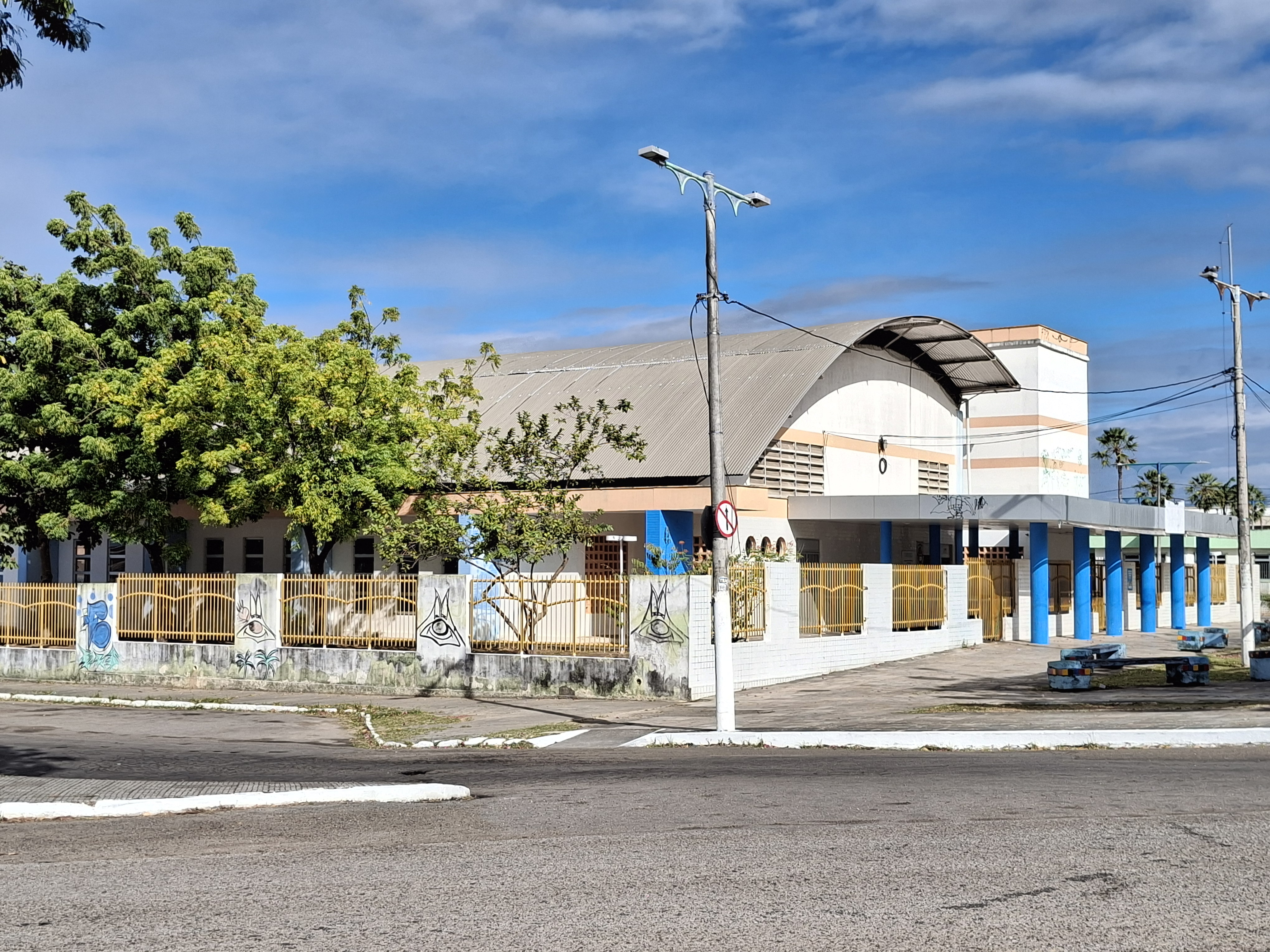
Restaurante Popular
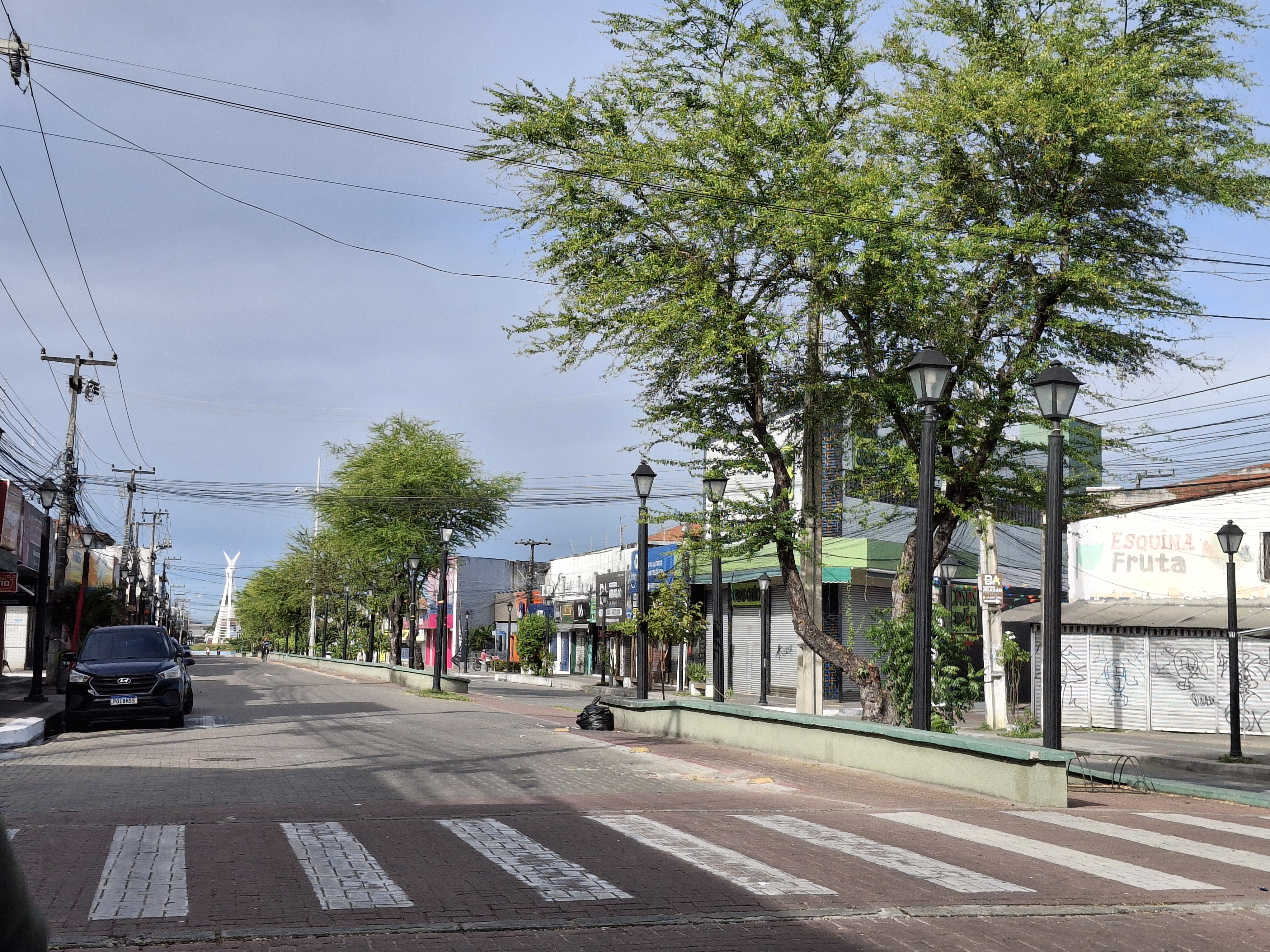
Avenida V
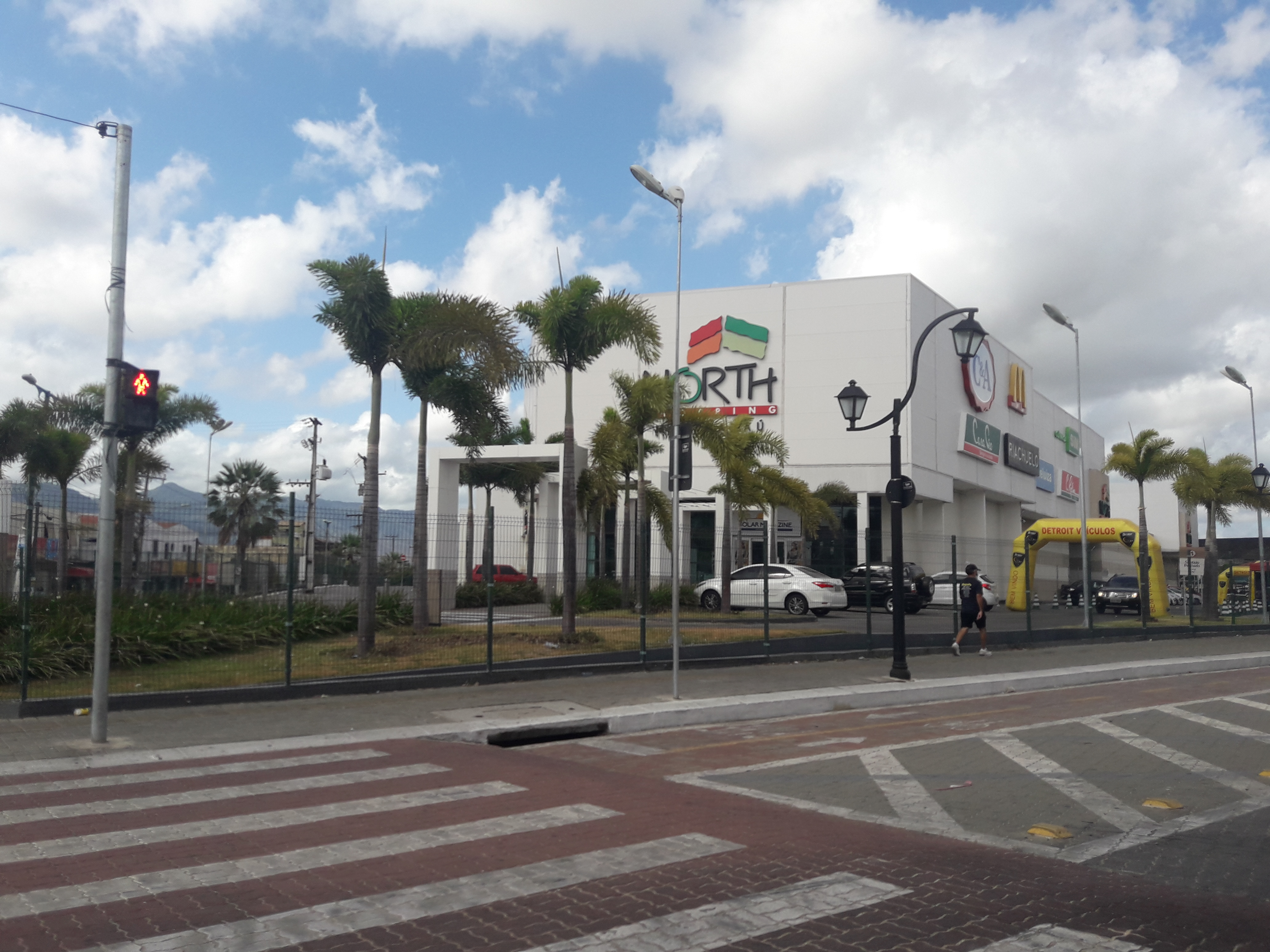
North Shopping Maracanaú
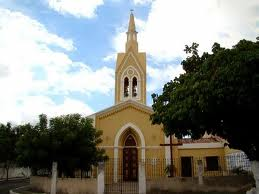
Igreja Matriz de Maracanaú
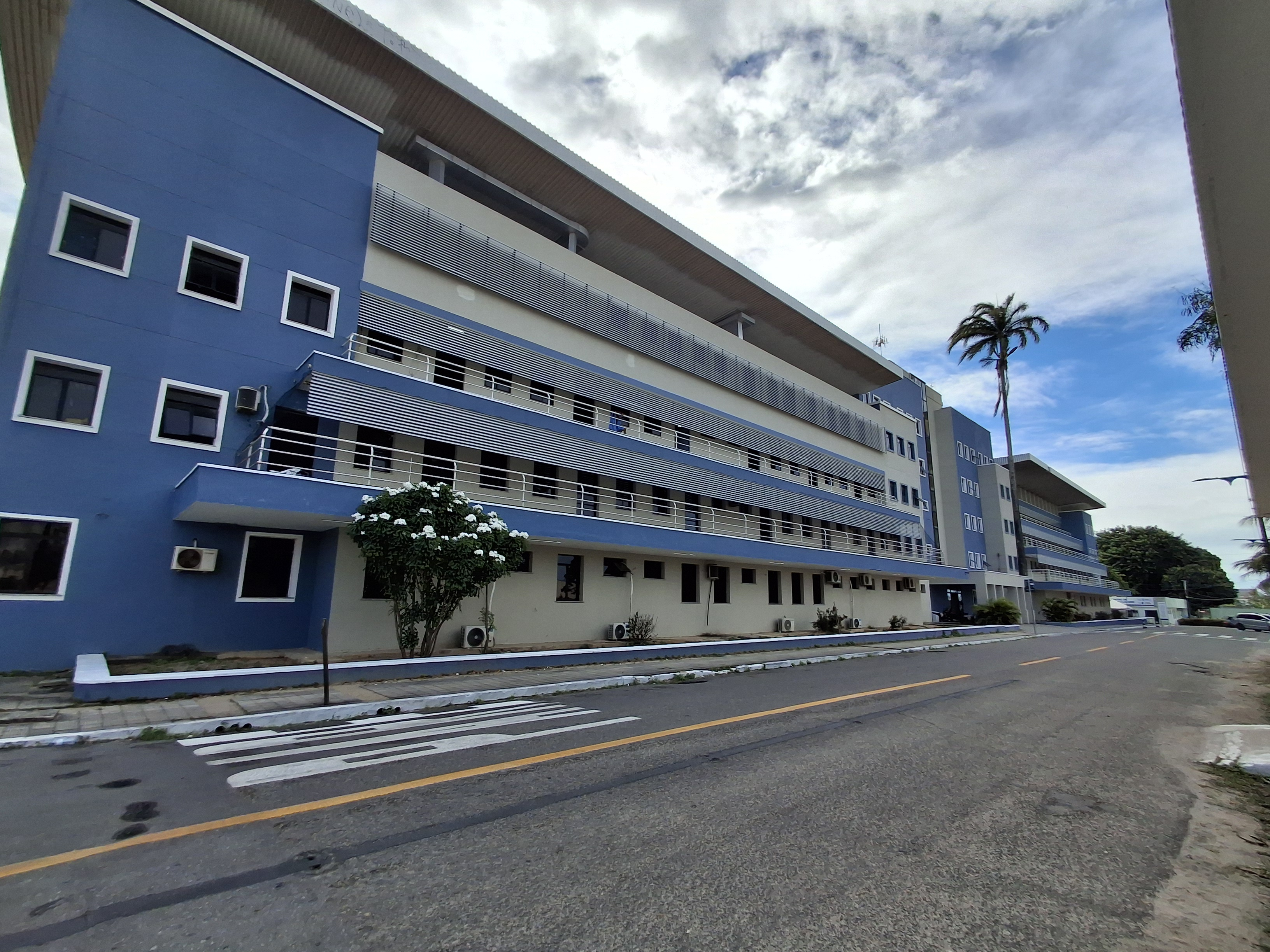
Hospital de Maracanaú
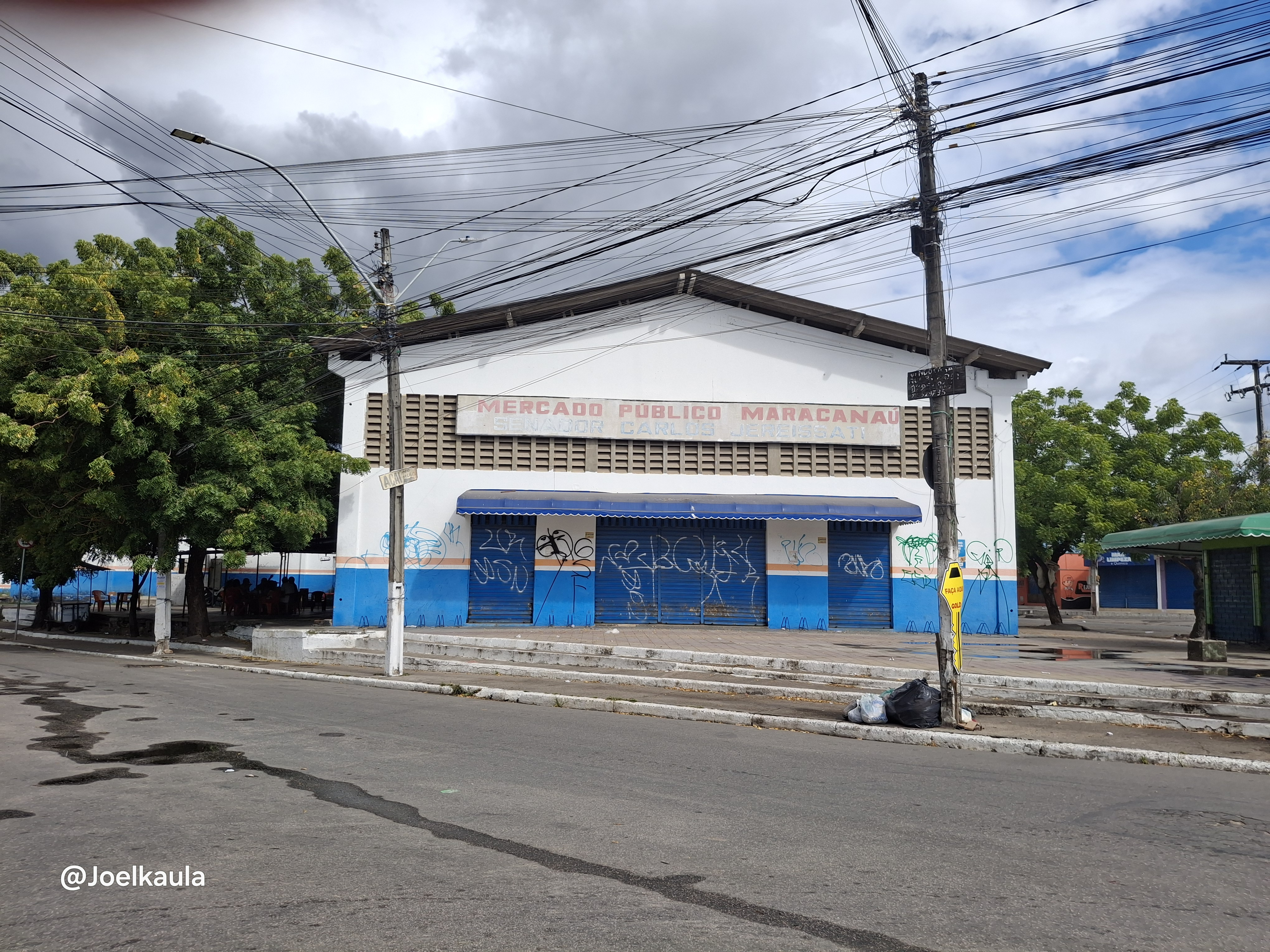
Mercado Público de Maracanaú
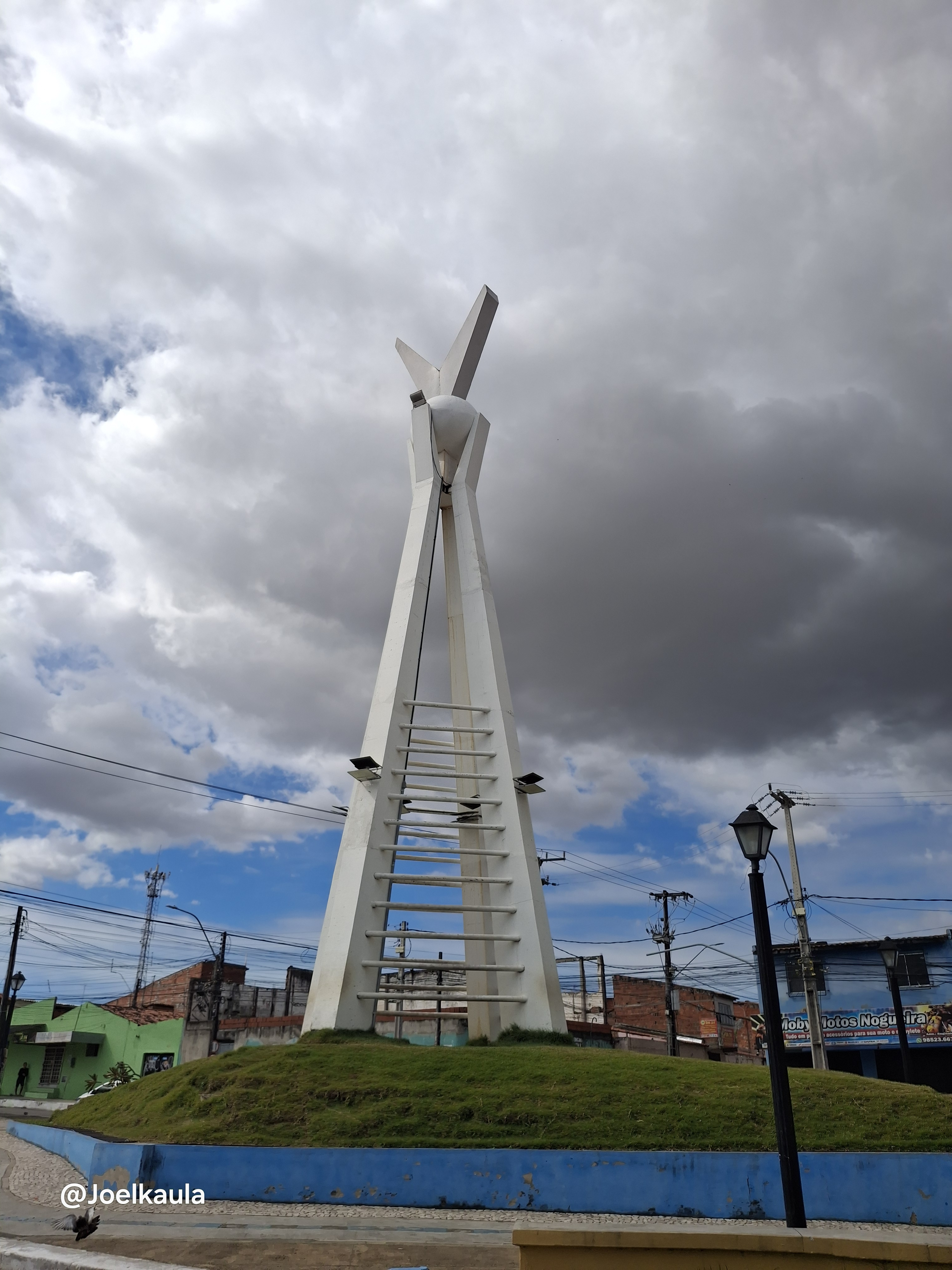
Monumento Torre da Vida
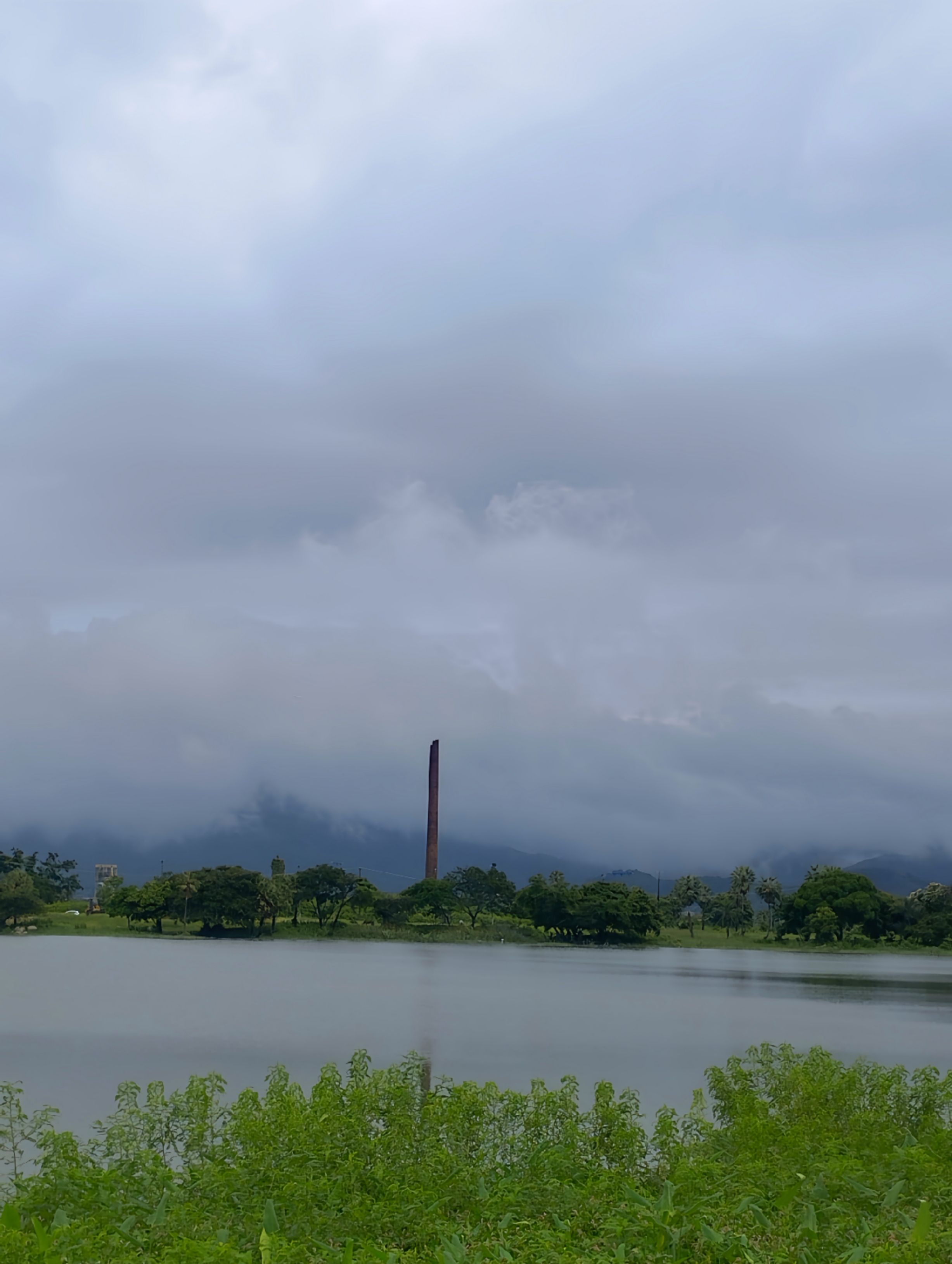
Lagoa de Maracanaú